# ソフトボール女子大韓民国代表
ソフトボール女子大韓民国代表は、大韓野球ソフトボール協会によって編成される大韓民国の女子ソフトボールのナショナルチーム。

## 成績

### 世界レベル

#### オリンピック
| 開催年 | 開催地     | 結果 | 備考 |
| ------ | ---------- | ---- | ---- |
| 1996   | アトランタ | －   |      |
| 2000   | シドニー   | －   |      |
| 2004   | アテネ     | －   |      |
| 2008   | 北京       | －   |      |
| 2021   | 東京       | －   |      |

#### 世界選手権/ワールドカップ
| 開催年  | 開催地             | 結果 | 備考     |
| ------- | ------------------ | ---- | -------- |
| 1965    | メルボルン         | －   |          |
| 1970    | 大阪               | －   |          |
| 1974    | ストラトフォード   | －   |          |
| 1978    | サンサルバドル     | －   |          |
| 1982    | 台北               | －   |          |
| 1986    | オークランド       | －   |          |
| 1990    | ノーマル           | －   |          |
| 1994    | セントジョンズ     | 15位 |          |
| 1998    | 富士宮             | 14位 |          |
| 2002    | サスカトゥーン     | －   |          |
| 2006    | 北京               | －   |          |
| 2010    | カラカス           | －   |          |
| 2012    | ホワイトホース     | －   |          |
| 2014    | ハールレム         | －   |          |
| 2016    | サレー             | －   |          |
| 2018    | 千葉               | －   |          |
| 2022    | バーミングハム     | －   | [ 注 2 ] |
| 2023/24 | ウーディネ 他2ヵ国 | －   | [ 注 4 ] |

### 大陸レベル

#### アジア大会
| 開催年 | 開催地     | 結果 | 備考 |
| ------ | ---------- | ---- | ---- |
| 1990   | 北京       | 4位  |      |
| 1994   | 広島       | 4位  |      |
| 1998   | バンコク   | 5位  |      |
| 2002   | 釜山       | 5位  |      |
| 2006   | ドーハ     | 5位  |      |
| 2010   | 広州       | 4位  |      |
| 2014   | 仁川       | 5位  |      |
| 2018   | ジャカルタ | 5位  |      |
| 2023   | 杭州       | 5位  |      |